# Dilek Yarimadasi
Dilek Yarimadasi is een Turks Milli Park aan de Egeïsche Zee. Het grootste deel van het natuurpark staat onder toezicht van het leger wegens de nabijheid van het Griekse eiland Samos.
Het park ligt tussen de districten Didima en Kuşadası in de provincie Aydin.
Het park beslaat de kunsten van het schiereiland met bergtoppen van de keten Samsun, maar ook de delta van de rivier de Meander en de lagunes behoren tot het park. Daardoor is het gebied ook beschermd als Ramsargebied.
In het park zijn nog enige Ionische dorpen uit de 9e eeuw voor Christus aanwezig, waaronder Panionnion, Thebai, Doganbey, Karine, Hagios Antonios.
Doganbey was bewoond door Grieken tot 1924 en na de volksverhuizing door Turken die het enkele jaren later verlieten. Momenteel is het dorp een openluchtmuseum van oude gebouwen en is het oude schoolgebouw verbouwd tot informatiecentrum.

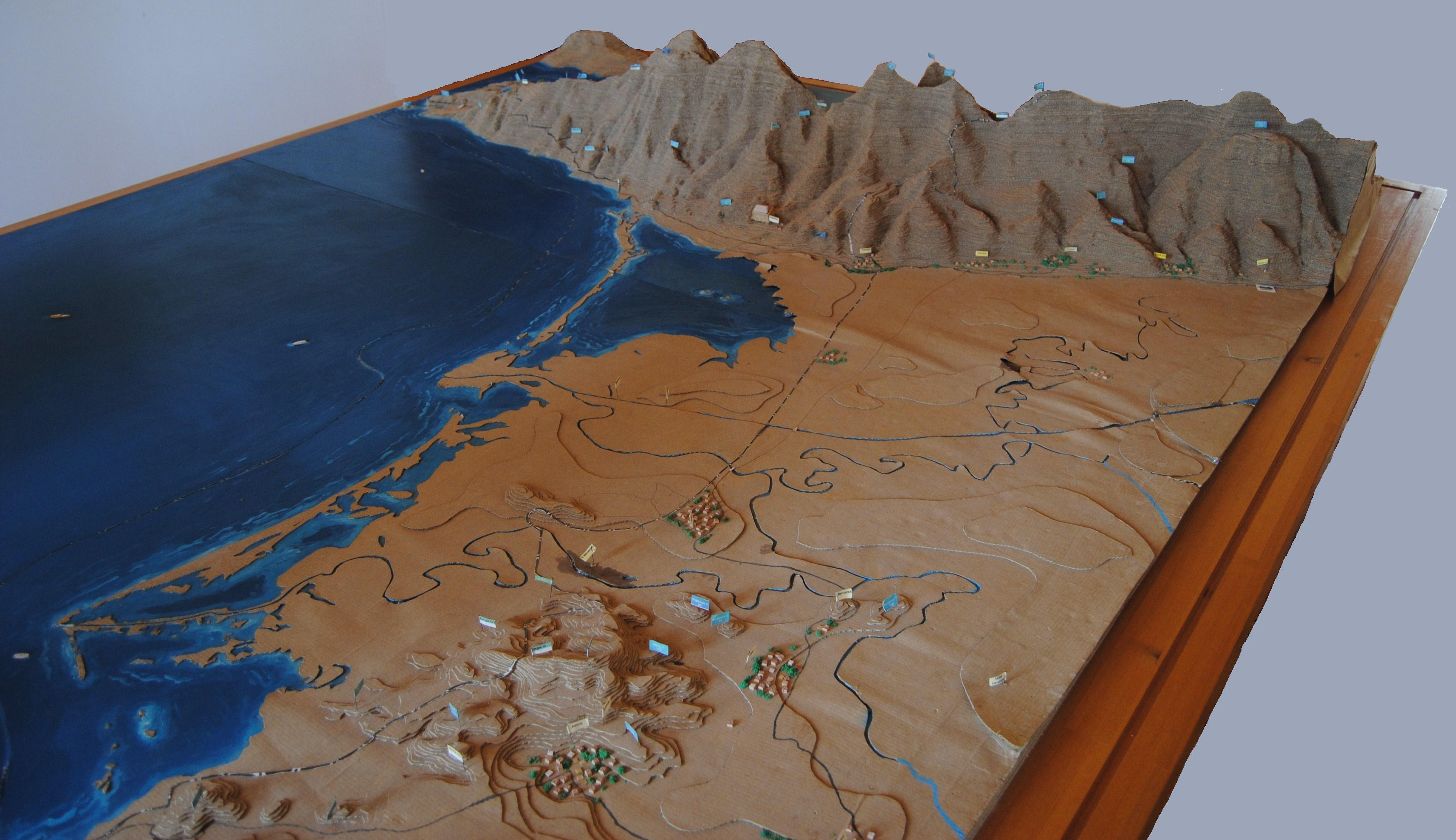
Schaalmodel van de delta met het schiereiland op de achtergrond. Helemaal (midden) achter is Samos te zien

## Gegevens
- Oppervlakte: 109,85 km²
- Oppervlakte schiereiland: 10 985 hectare
- Oppervlakte delta: 16 690 hectare
- Hoogste punt: 1237 m
- Biotopen: delta en bergen, rivier, lagunes, bos, rotsen

## Fauna[1]

### Zoogdieren
28 soorten aangetroffen waaronder de lynx, de Anatolische panter, de Mediterrane monniksrob, het wild zwijn, de caracal, de gewone jakhals, de wimperspitsmuis, de egel, het gewone stekelvarken, de haas, de wilde kat, de kaukasuseekhoorn, de rode vos, de gewone vinvis en de gestreepte hyena.

### Reptielen
42 soorten werden aangetroffen waaronder de hardoen, de Moorse landschildpad, de gewone kameleon, Coluber jugularis (zwarte zweepslang), Coluber rubriceps, de johannisskink, Mabuya aurata, de katslang, de slanke wormslang, Eirenis modestus, de dobbelsteenslang, de Kleinaziatische adder en de Europese glasslang,

### Amfibieën
De gevonden soorten zijn onder andere de groene pad en de boomkikker.

### Vogels
256 soorten aangetroffen waarvan er 70 daar broeden. De voorkomende soorten zijn: de dwergaalscholver, de kroeskoppelikaan, de kleine zilverreiger, de grote zilverreiger, de kleine torenvalk, de ijsvogel, de arendbuizerd, de slobeend, de boerenzwaluw, de merel, de zwarte ooievaar, de woudaap, de wilde eend, de rode flamingo, de visarend, de blauwe rotslijster, de kerkuil en de zeearend.

### Vissen
De aangetroffen zeevissen zijn de goudbrasem, de Europese zeebaars, de gewone zeebrasem, Mugil cephalus en de gewone tong.
De aangetroffen vissen in de lagune zijn, Mugil cephalus, de dunlipharder, de goudharder, Mugil saliens, de Europese zeebaars, de goudbrasem, de paling, de zilversmelt, Synodus saurus, de moeraal, de kongeraal, de geep, de wijting, Phycis phycis, Serranus hepatus, de bruine tandbaars, Epinephelus caninus, de wrakbaars, de leervis, de goudmakreel, de zwarte ombervis, de ombervis, Mullus barbatus, Pagrus pagrus, Pagrus caeruleostictus, de bokvis, de tandbrasem, Diplodus cervinus, de zwartkopzeebrasem, de zandsteenbaars, de monniksvis, de bruine konijnvis, Gobius bucchichi, Cephalus cephalus, de puistige schorpioenvis, de rode schorpioenvis, de vlaggenbaarsje en de dikrugtong

### Ongewervelden
Vele duizenden soorten ongewervelden werden aangetroffen zowel op het land als in het water waarvan enkel noemenswaardig zijn waaronder de zee-egel Sphaerechinus granularis, de achtarm, de zeester Echinaster sepositus en de spons Petrosia ficiformis.

## Flora
Het gebied telt 804 plantensoorten uit 95 families.
Speciale soorten zijn de tamme kastanje, Juniperus phoenicia, de steeneik, de hulsteik, de Italiaanse cipres, Sedum sediformes, Calutea melanocalyx, de gewone vogelmelk en Cupressus horizontalis. Onder water komt het zeegras Posidonia oceanica voor.

## Informatiecentrum
Het informatiecentrum is gevestigd in het oude schoolgebouw van Doganbey (Domatia) en bevat naast een conferentiezaal, een cafetaria en een bibliotheek ook een klein museum van opgezette dieren, informatieborden over de dieren en het park en een maquette van het gehele park. Men kan ook vanuit het centrum via telescopen vogels in de rivierdelta bekijken.

## Geschiedenis van het park
- 1966 werd het gebied gedeeltelijk toegankelijk voor het publiek en hierdoor een nationaal park.
- 1994 Aanvulling van het beschermd gebied met het deltagebied van de rivier en de lagunes.